# Бібліотека Принстонського університету
Бібліотека Принстонського університету (англ. Princeton University Library) — бібліотечна система Принстонського університету .Одна з найбільших бібліотек світу за кількістю томів.

## Структура бібліотеки

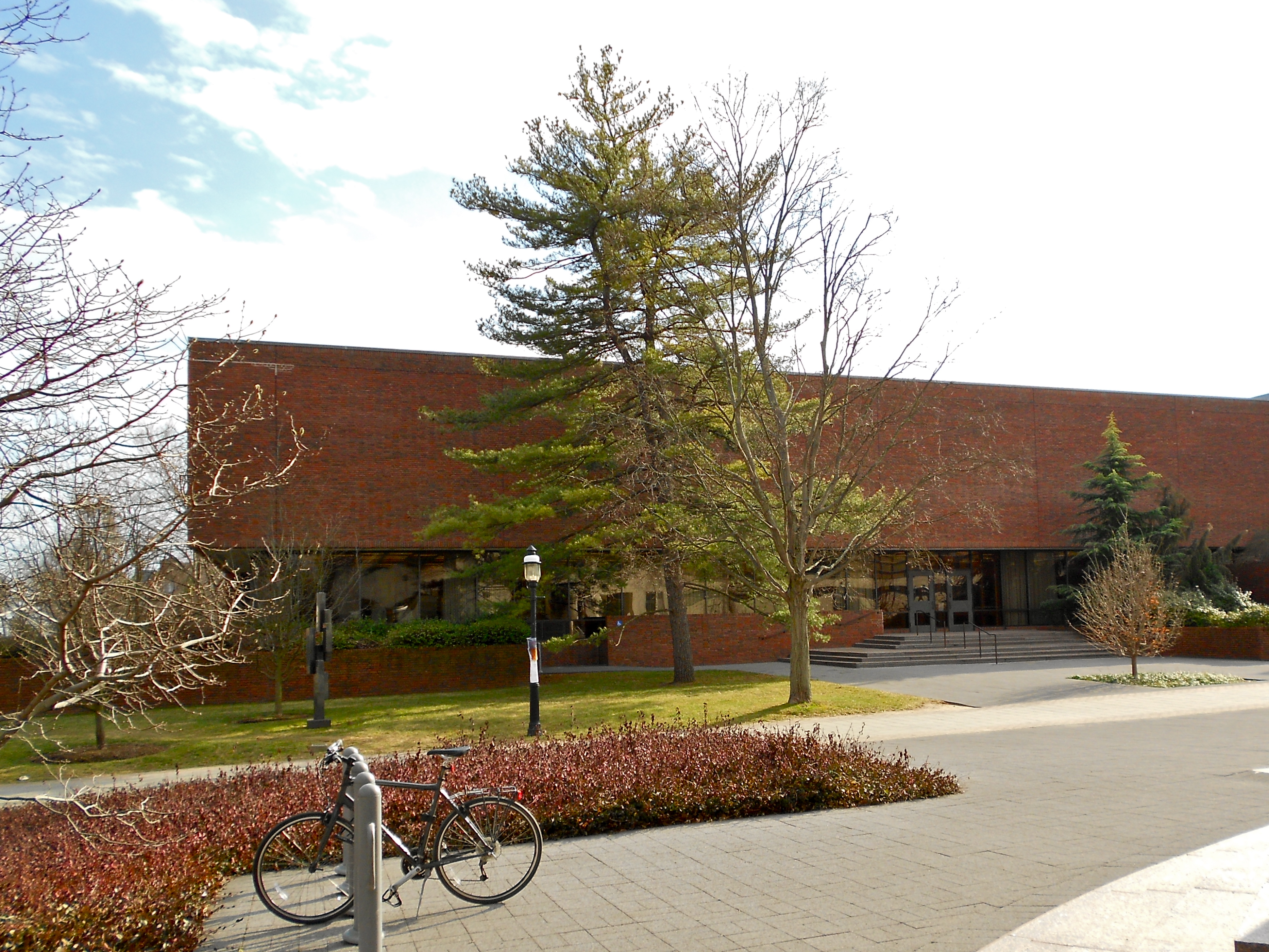
Бібліотека рукописів Мадді

Меморіальна бібліотека Файрстоуна (англ. Harvey S. Firestone Memorial Library) — головна академічна бібліотека бібліотечної системи Принстонського університету .
Бібліотека школи архітектури (англ. Architecture Library) — підтримує викладання та наукові дослідження в галузях архітектури та дизайну, історії та теорії архітектури, міських досліджень і планування, міського та екологічного проектування та міської історії.
Бібліотека Східної Азії (англ. East Asian Library) — містить об'ємні фонди з усіх галузей знань китайською, японською та корейською мовами, а також праці з китайської, японської та корейської лінгвістики та літератур.
Технічна бібліотека (англ. Engineering Library) — підтримує викладання та наукові дослідження з усіх інженерних дисциплін, зокрема енергетики й навколишнього середовища та інформатики.
Гуманітарний ресурсний центр (англ. Humanities Resource Center), інформаційно-комунікаційний центр, в якому каталогізована та збережена на відео- і DVD-дисках інформація з гуманітарних та соціальних наук.
Наукова бібліотека Льюїса (англ. Lewis Science Library) — містить фонди з фізичних, біологічних, хімічних наук, наук про Землю, математику, а також карти і геопросторову інформацію. Будівля бібліотеки спроектована відомим архітектором сучасності Френком Гері і відкрита восени 2008 року.
Бібліотека Маркванда (англ. Marquand Library)
Музична бібліотека Менделя (англ. Mendel Music Library) — у фондах зберігаються книги з історії та теорії музики, мікрофільми, звукові та відеозаписи класичної та популярної музики, джазу та танцювального мистецтва, а також обладнання для всіх медіа-форматів.
Бібліотека рукописів Мадді (англ. Mudd Manuscript Library) — містить архіви і колекції документів з історії США, історії університету, зокрема щодо діяльності студентів, викладачів, випускників та піклувальників Принстонського університету.
Бібліотека фізики плазми (англ. Plasma Physics Library) — знаходиться за межами кампуса в лабораторії фізики плазми Принстонського університету і містить книги, журнали і наукові матеріали з термоядерного синтезу, фізики плазми, технології термоядерного реактора, оптики та йонізованих газів.
Відділ рідкісних книг і спеціальних колекцій (англ. Rare Books and Special Collections) — в якому зберігається найкраща приватна колекція рідкісних книг і рукописів у Західній півкулі — Бібліотека Шейдів.
Бібліотека Стокса (англ. Stokes Library) — забезпечує навчальний процес і наукові дослідження Школи громадських та міжнародних відносин імені Вудро Вільсона при Принстонському університеті.

### Бібліотека Принстонського університету про Україну
Серед раритетів,  які зібрано у цій відомій на весь світ скарбниці цивілізації (понад 7 мільйонів  книг, 5 мільйонів рукописів та  понад 2 мільйони  цифрових документів)  вирізняється , як видатний феномен, «Українське мистецтво під час війни: 2014 - », художники: П. Бевза, О. Дремов, Д. Ерліх, О. Голуб, О.Харч, О.Харченко, Є. Коршунов, Ю. Кутафін, В. Падун, Л. Падун-Роздобудько, Е. Потапенков,  М. Шкарупа та ін..
Людство відзначило, за словами упорядників, «приголомшливі прояви життєвої сили, сили духу та живої чутливості до краси» українського мистецтва. Цінність добірки творів розглянуто нарівні з шедеврами Шекспіра,  Піранезі,  рідкісних документів про життя Альберта Ейнштейна, артефактів з давньої Греції, Візантії,  історії Америки, Японії, та багато  інших проявів  культури й науки.